# Редьчинська вулиця
Ре́дьчинська ву́лиця — вулиця в Оболонському районі міста Києва, котеджний комплекс «Італійський квартал». Пролягає від Богатирської вулиці на північ від затоки Верблюд.
Прилучаються проїзди Богатирський і Калиновий Ріг, вулиці Луківська і Дубищанська, проїзди Редьчинський і Луківський та Дубищанський провулок.

## Історія
Виникла у першій половині 2010-х років як вулиця без назви. Сучасна назва — з 2014 року, на честь озера Редькине, розташованого неподалік.